# Monica Johnson
Monica Johnson (21 de fevereiro de 1946 - 1 de novembro de 2010) foi uma romancista e roteirista norte-americana.